# Пехота

Тактический знак НАТО для обозначения пехотных формирований на карте.

Пехо́та — основной род войск в сухопутных войсках, вооружённых силах государств.
Ранее в России, в древнерусский и имперский периоды — «Пехотные люди», «Инфантерия». Пехота предназначена для ведения боевых действий в пешем порядке (на собственных ногах), позднее и на боевых машинах (за рубежом — мотопехота, в России — мотострелки), является самым древним и массовым родом войск (ранее именовались родом оружия) в истории военного дела, войн и вооружённых конфликтов.

## История
Пехота — древнейший род войск и почти на всем протяжении истории человечества была главным родом войск сухопутных сил. Даже появление в античные времена на полях сражений конницы, колесниц и боевых слонов не сильно на это повлияло. С появлением более универсальной всаднической кавалерии пехота несколько теряет свою значимость, но не намного, а после «революции гоплитов» в Древней Греции появившийся линейный строй хорошо обученной пехоты (фаланга) и тяжёлое вооружение делают пехоту надолго главной частью войска. Преимущество тяжеловооружённой пехоты сохранялось до I—III веков н. э. и в войске Древнего Рима нивелировалось, в основном, варваризацией войска. Тяжёлая пехота античности вооружалась холодным оружием: копьями, дротиками, иногда мечами и носила на себе доспехи, эффективно защищавшие от большинства поражающих элементов своего времени. Лёгкая пехота и кавалерия главным образом предназначалась для вспомогательных действий и вооружалась копьями, луками и иным холодным оружием, доспехи у них могли как наличествовать, так и отсутствовать.

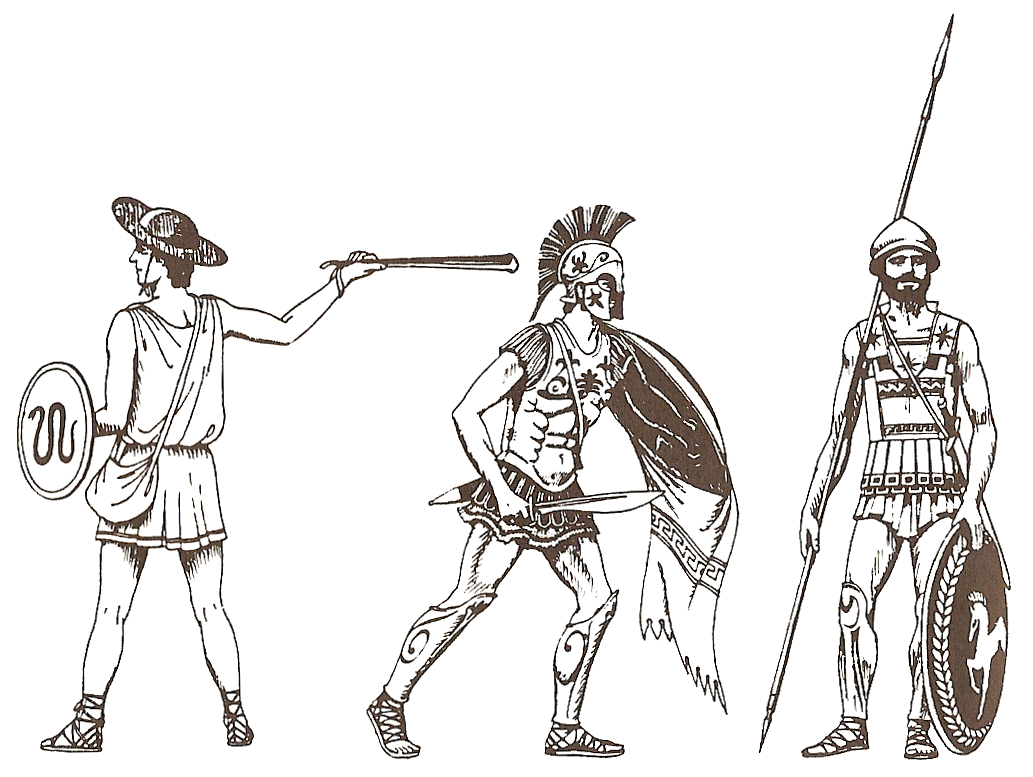
Древнегреческие пехотинцы, пращник и гоплиты

Греческая, а затем римская пехота главенствовала на полях сражений вплоть до развала Римской империи. В Азии пехота несколько уступала по своей значимости кавалерии, особенно в степных районах, где чаще всего решающими были манёвр и скорость перемещения войск.
В раннесредневековой Европе войны велись необученным войском с привлечением значительного ополчения, где главным были не навыки, а личная храбрость солдата. Внедрение организованной тяжёлой кавалерии в европейских армиях позволило побеждать кавалерией значительные силы необученной пехоты в поле и отделило воинские сословия от невоинских. (В значительной мере необученность раннесредневековых европейских армий обусловила военные победы Византии во время правления императора Юстиниана, — Византия полностью сохранила Римскую идеологию организации армии, улучшив флот. В частности, византийская армия, как и в своё время римская, была хорошо обучена, и византийская пехота, умевшая воевать в том числе против рыцарской кавалерии, стала пренеприятным сюрпризом для раннесредневековых европейских королевств.)
Возрождение тяжелой пехоты в Западной Европе началось с укрепления позиций ремесленных цехов и организации ополчения ремесленников во Фландрии вылившееся в Фламандское восстание (1302) и результатом которого стала Битва при Куртре (11 июля 1302 года), получившая название "Битва золотых шпор, из-за 700 пар шпор, которые были захвачены в качестве трофея и вывешены в близлежащей Церкви Богоматери.
Позднее необходимость в хорошо обученной пехоте породила наёмничество (солдаты), которое в конечном итоге привело к возрождению тяжёлой пехоты, воюющей в организованном плотном строю. Вторым фактором возрождения пехоты стал возврат к вооружению пехотинцев длинными копьями. (Длинные копья, выставленные перед плотным строем пехоты, очень эффективны против кавалерийских атак). С этого момента тяжёлая рыцарская кавалерия разбивалась о плотные организованные пехотные боевые порядки.

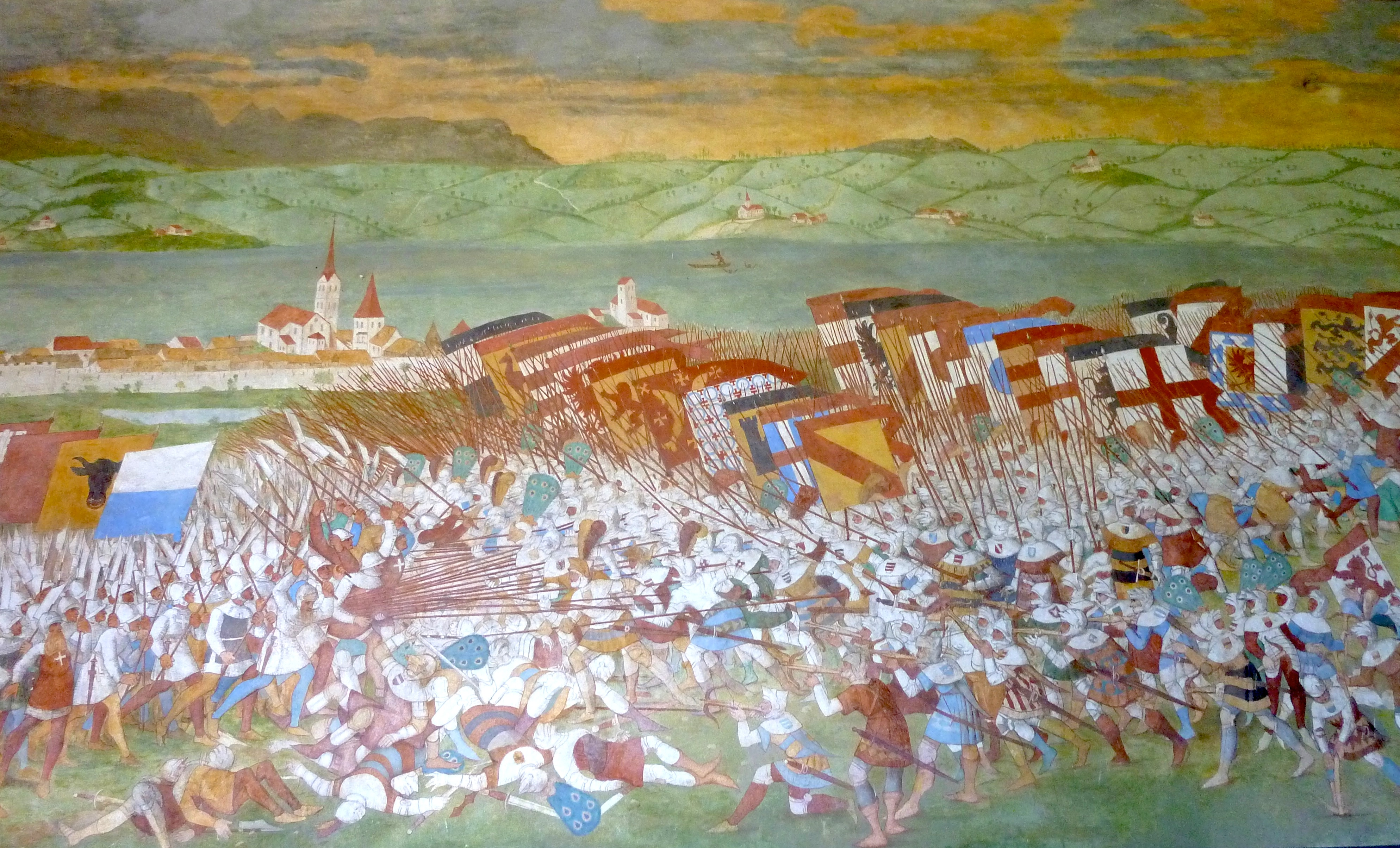
Швейцарская пехота в битве при Земпахе, 1386 год.

С возрождением организованной тяжёлой пехоты наступила эпоха наёмников («Наёмник убил синьора».) Вначале это была швейцарская пехота, потом к ней добавились ландскнехты. В этот период жители Швейцарии, а потом и германских земель воевали «под заказ» по всей Европе. Помимо универсальности и гибкости хорошо организованной и обученной пехоты (а она могла организовано не только наступать, но и организованно отступать), в немалой степени на развитие пехоты повлиял и экономический фактор. Обучить пехотинца было проще, быстрее и дешевле, чем кавалериста.
Против кавалерии пехота использовала длинные копья и строй наподобие древней фаланги либо римских квадратов, ощетинившись вперёд пиками в несколько рядов. Против пикинёров противника выступали меченосцы, в большинстве армий Европы вооружённые двуручными мечами. Лучники и арбалетчики наносили урон врагу, как правило, из-за спин своих пикинёров и меченосцев. С возрастанием эффективности стрелкового оружия — луков, арбалетов, а позднее и огнестрельного оружия пехота эволюционировала в сторону увеличения стрелков и уменьшения числа копейщиков (пикинёров) и мечников — пехотинцев ближнего боя.
Именно из-за противостояния пехоты и кавалерии произошел качественный скачек развития огнестрельного оружия. Не имея возможности атаковать организованную пехоту плотным конным строем, кавалерия взяла на вооружение пистолеты и карабины с колесцовыми замками. Так появившиеся рейтары и карабинеры, которые на безопасной для себя дистанции расстреливали беззащитную пехоту. В ответ пехота стала вооружаться фитильными мушкетами и доля мушкетеров в пехотных порядках начала стремительно возрастать.

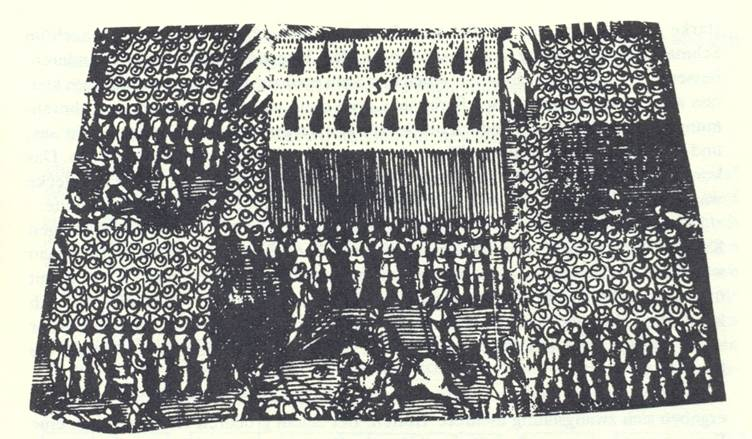
Терция. Гравюра Маттеуса Мериана Старшего

В войсках императора Священной Римской Империи Карла V при каждом значке или роте пехоты состояло по 10 мушкетёров. Впоследствии число их сильно увеличилось, и, наконец, они составляли до двух третей всей пехоты. Таков был состав войск в течение Тридцатилетней войны.
Одними из первых воинских формирований на Руси, которые были вооружены огнестрельным оружием, стали стрельцы — полурегулярная пехота территориального типа. В сочинении итальянца Ф. Тьеполо, составленном по рассказам очевидцев, русская пехота середины XVI века описывается следующим образом: «Пехота носит такие же кафтаны (как и конница), и немногие имеют шлемы».

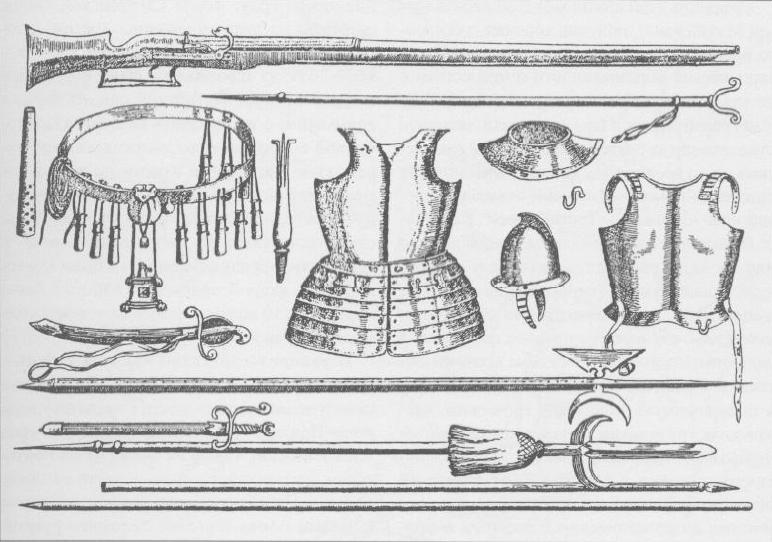
Оружие, снаряжение и средства защиты рядовых, урядников и начальных людей полков солдатского строя, Источник: воинский устав «Учение и хитрость ратного строения пехотных людей» (1647)

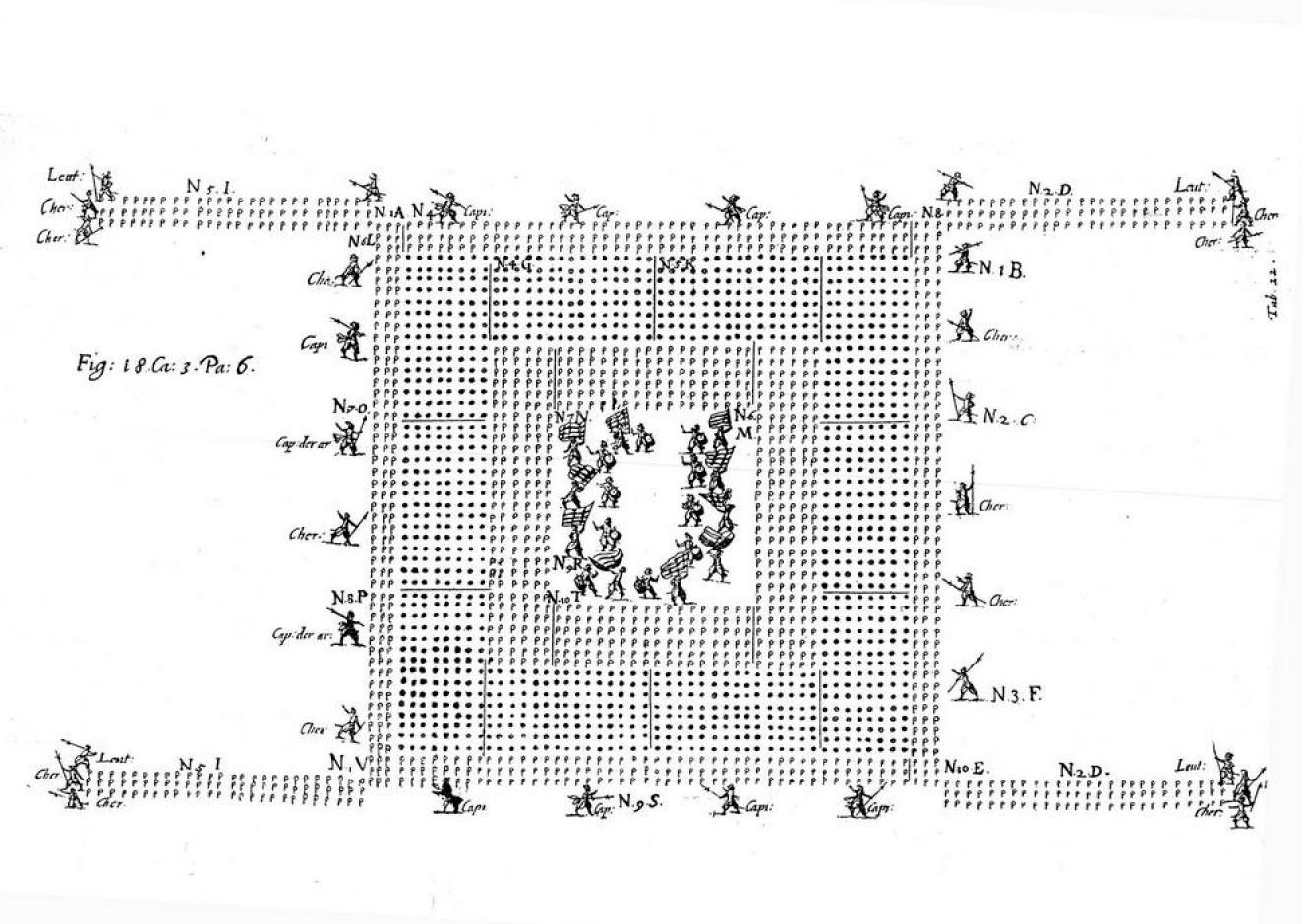
Построение пехоты с «рукавами» из мушкетёров. «Учение и хитрость ратного строения пехотных людей», 1647 год.

Во время войны за независимость Нидерландов, достигшая своего совершенства «испанская школа» (терции) столкнулась с новыми видами построений — линейной тактикой, возникшей благодаря Морицу Оранскому. Используя экономические и производственные возможности Нидерландов, он сумел создать армию новой эпохи. Благодаря новым мушкетам и их количеству, пехота Нидерландов имела практически вдвое более плотный залп.

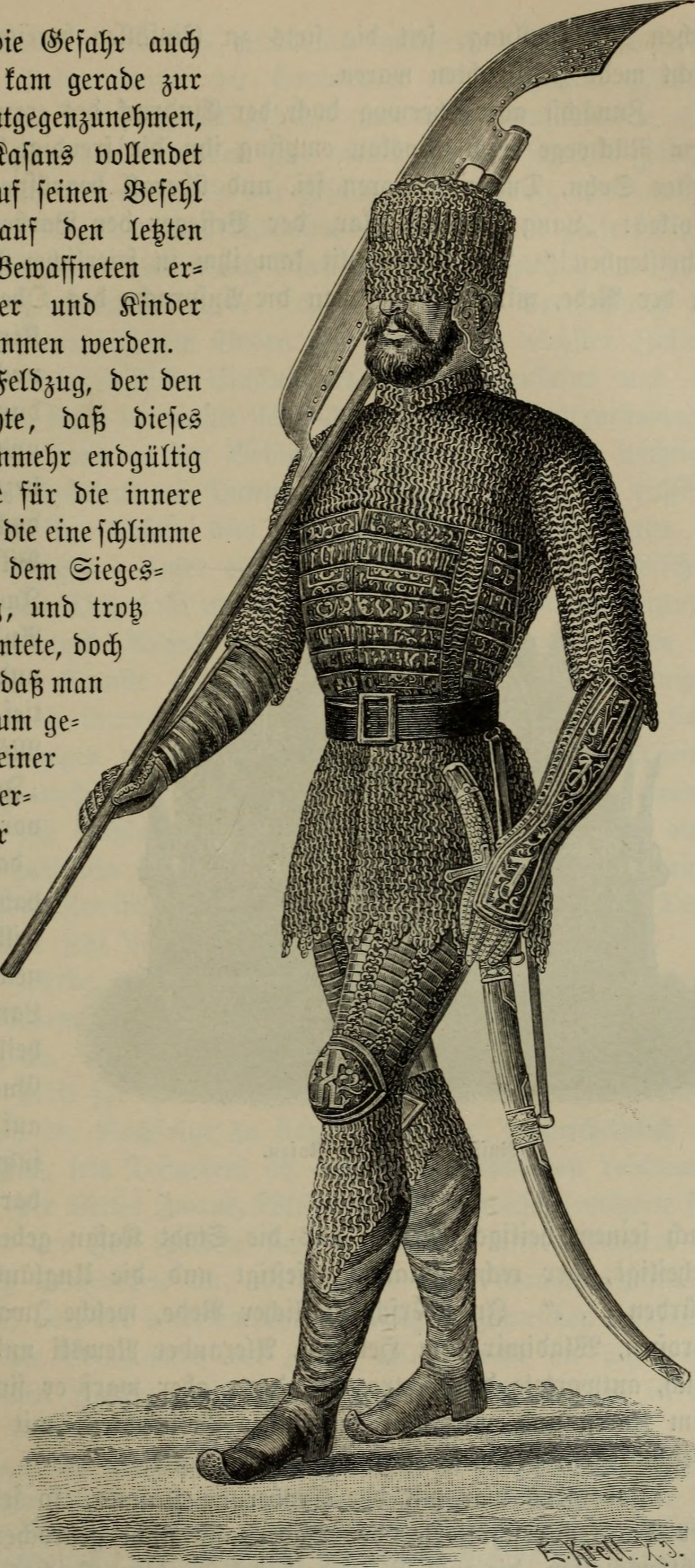
Русский пехотинец XVI века. Иллюстрация из книги Теодора Шимана «Столетие», 1886 года.

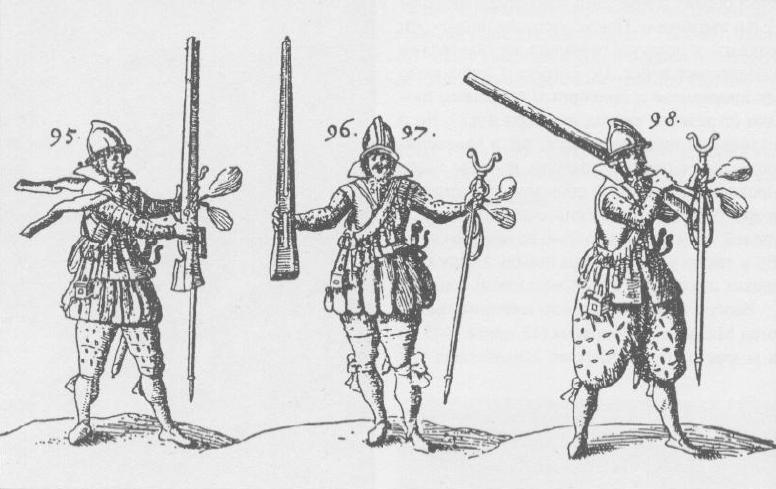
Ратные люди солдатского строя

Окончательно линейная тактика сложилась благодаря «Льву севера» Густаву II Адольфу.
С массовым появлением на вооружении пехоты надёжных мушкетов и изобретением вначале багинета, а потом и штыка к концу XVII века из пехотного строя исчезли пикинёры (хотя и не полностью). С этого времени основным видом стала линейная пехота — пехота, вооружённая гладкоствольным дульнозарядным оружием (мушкетами, фузеями) со штыками, ведущая бой в сомкнутом строю. Eё строили в несколько шеренг для нанесения противнику максимального урона ружейным огнём (линейная тактика). Эффективность стрелкового огня достигалось залповой стрельбой по плотным порядкам противника. Пока одна шеренга стреляла, другие перезаряжали ружья, что требовало немало времени.

На вооружении линейной пехоты появились ручные гранаты, что привело к появлению такого рода пехоты как гренадеры. При сближении с войсками противника, кроме ружейного огня, они закидывали противника гранатами, решал же исход боя штыковой бой. Поэтому в линейную пехоту, и особенно в гренадеры отбирали высоких, физически крепких и выносливых солдат. Немаловажным фактором в военной подготовке линейной пехоты являлось обучение «боевому строевому шагу» и боевому перестроению. Ритм шага пехоте выбивали барабанщики. Именно поэтому в обучении пехоты были ежедневные строевые занятия на плацу.

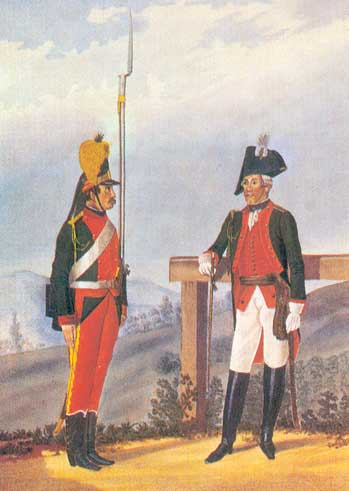
Русская пехота конца XVIII века.

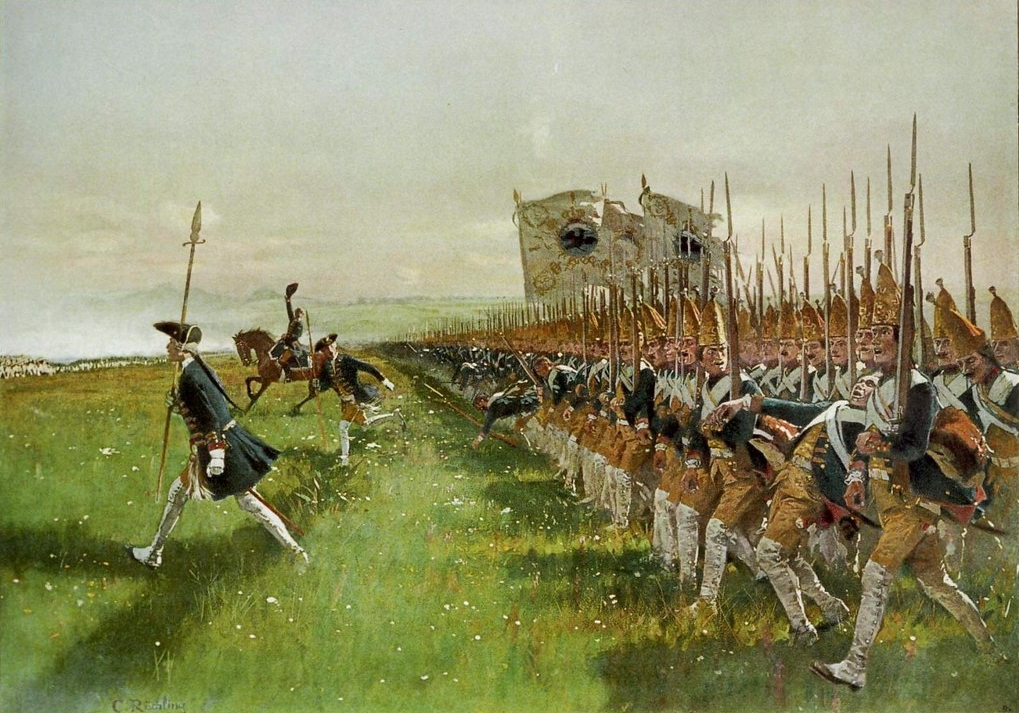
Прусская пехота в атаке. 1745 год.

Постепенно стало ясно, что эффективно маневрировать широкими шеренгами невозможно. Поэтому к концу XVIII века всё чаще на поле боя пехота действовала батальонными и полковыми колоннами. Парадоксальным кажется факт, что противники строили свои порядки плотным строем, при котором противник наносил наибольший урон огнём ручного стрелкового оружия и артиллерии. Однако не стоит забывать, что главным видом боя линейной пехоты являлся штыковой рукопашный бой с предварительным нанесением противнику урона залповой ружейной стрельбой, который в силу несовершенства и неточности огнестрельного оружия того времени была не слишком эффективна.
Очень часто пехоту тесно связывают с одним из видов кавалерии — драгунами. Вокруг этого существует множество разнообразных мифов, часть из которых отчасти правдива. Драгуны действительно возникли из пехоты, когда французский маршал Бриссак, Шарль I де Коссе для обеспечения мобильности своих войск посадил часть пехоты на коней для передвижения вне поля боя. Своё название драгуны получили от знамени французской кавалерии на котором был изображён дракон. Но в дальнейшем драгуны превратились в кавалерию, хотя на протяжении истории пересекались с пехотой не раз. Так одно время вся русская лейб-гвардия (в том числе Преображенский и Семёновский полки) были посажены на коней и переведены в драгуны.
Позднее возникали попытки использовать драгун и как линейную кавалерию и как линейную пехоту, но в итоге от этого отказались из-за невозможности совмещать обучение сразу двумя тактикам. Помимо дороговизны содержания и обучения, «пехота на конях» уступала в бою обычной пехоте.
В середине XVIII века из отрядов охотников, в задачу которых входило снабжение войск продовольствием стали формировать батальоны и полки лёгкой пехоты — егерей, которые действовали в рассыпных боевых порядках. Егеря часто вооружались нарезными ружьями (штуцерами) и особенно эффективны были на пересечённой и в лесистой местности. В отличие от линейной пехоты, в егеря набирали людей низкорослых, ловких, способных к индивидуальным боевым действиям или действиям в небольших группах. В обучении егерей предпочтение отдавалось стрелковой подготовке, перемещению на местности и маскировке. Иногда нарезные ружья (штуцера) путают с карабинами из-за более короткого ствола по сравнению с гладкоствольными ружьями. Это большая ошибка, так как изначально карабины были оружием конников, которое изначально носили в седельных кобурах на подобии пистолетных (времена рейтар и карабинеров), а в дальнейшем карабинами назывались ружья (как гладкоствольные, так и нарезные), имеющие погон (стальной прут с левой стороны) который с помощью карабина крепился к панталеру (перевязь через плечо) и длина его ствола обуславливалась расстоянием от пояса до земли.
Более короткий ствол нарезного ружья определялся сразу несколькими факторами: во-первых, большая сложность изготовления, а во-вторых, отсутствием необходимости — более короткие нарезные ружья били дальше гладкоствольных, с длинным стволом. Поэтому очень часто возникает ощущение, что егеря были вооружены карабинами.
Идея егерей получила дальнейшее развитие в появлении в каждом пехотном батальоне роты стрелков, вооружённых штуцерами. В дальнейшем из стрелков и егерей начали формировать стрелковые батальоны, полки, бригады и даже армейские корпуса, предназначенные для ведения боевых действий на территории, с большими лесными массивами или в горной местности.

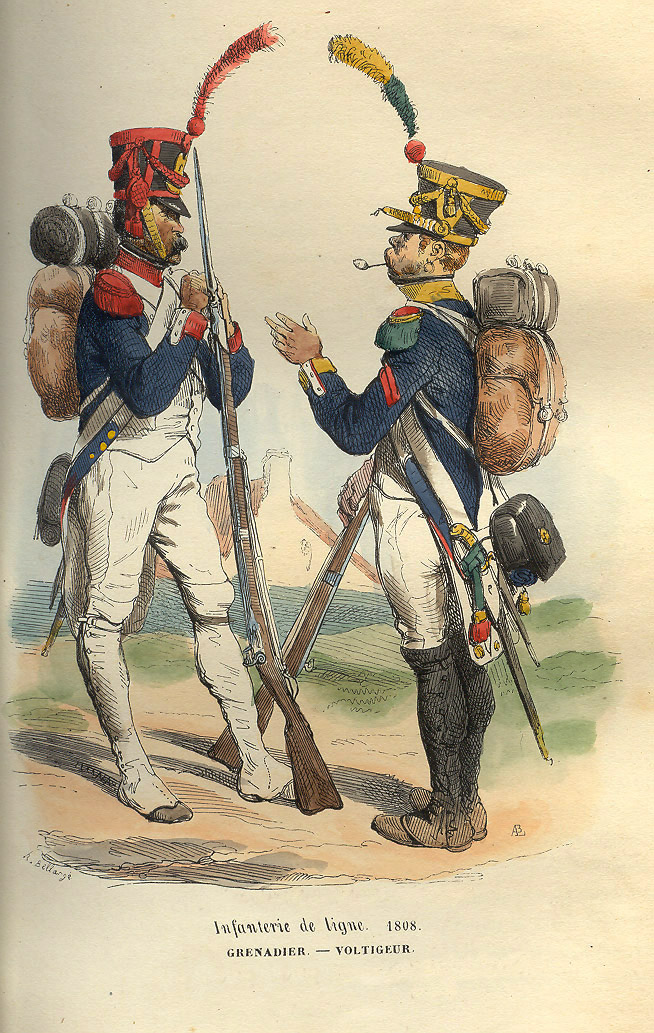
Французская пехота (гренадер и вольтижёр), 1808 год.

В середине XIX века появились винтовки, которые заменили собой гладкоствольные и нарезные ружья, фактически превратив всю пехоту в стрелков. В некоторых странах, например в Российской империи, всю пехоту стали называть стрелковыми войсками. Возросшая эффективность огня и потери от стрелкового оружия сделали линейную тактику убийственной. Тактика пехоты принципиально изменилась. Главным видом боя пехоты стал огневой бой. Из-за катастрофического урона от стрелкового огня пехота теперь наступала цепью, минимизируя таким образом потери от огня противника. При обороне стали применяться окопы.

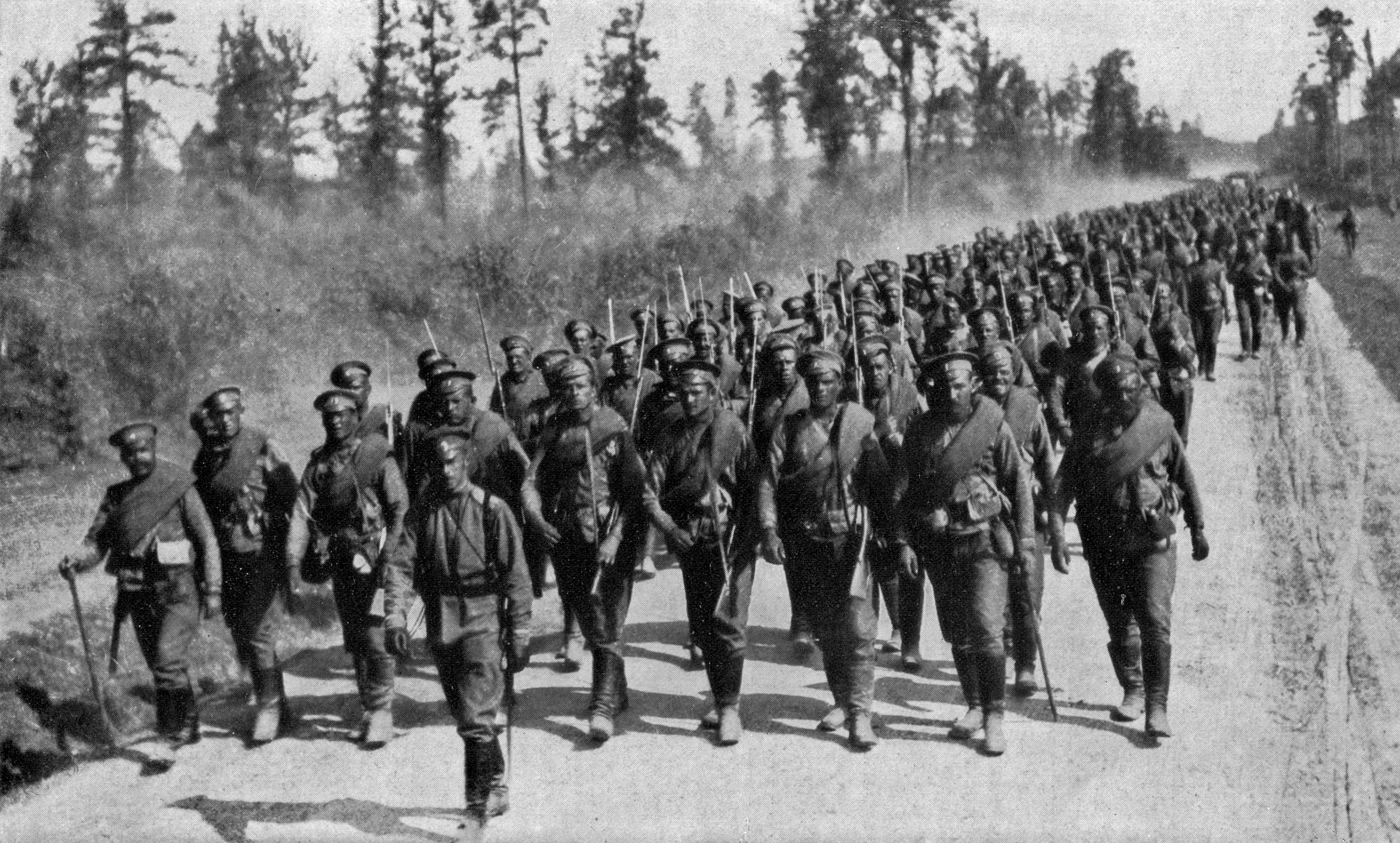
Русская пехота на марше, Первая мировая война

Потребность в ещё большем увеличении эффективности огня, побудило дальнейшее развитие средств поражения, которое вылилось в появлении скорострельных картечниц, а затем и пулемётов.
В России в XVIII — начале XX века пехота именовалась инфантерией (итал. infanterie — пехота). Вплоть до середины XX века пехота считалась основным родом войск. В 1950-е годы многие страны начали вводить в свои доктрины главенство стратегических вооружений (ракеты, стратегическая авиация), но процесс этот не завершён.

Пехота является главным родом войск. Своим решительным продвижением в наступлении и упорным сопротивлением в обороне пехота в тесном взаимодействии с артиллерией, и авиацией решает исход боя. Пехота выносит на себе основную тяжесть боя.

Поэтому назначение остальных родов войск, участвующих в совместном бою с пехотой, — действовать в её интересах, обеспечивая её продвижение в наступлении и стойкость в обороне.— Полевой устав РККА, 1939
В наше время пехота может использовать транспортные и транспортно-боевые машины. Долгое время пехота использовала преимущественно стрелковое оружие. В современных условиях (XXI век) может использовать широкий круг вооружений (включая ракетное).
Сегодня пехота делится на два рода войск: собственно саму пехоту, имеющую высокую степень моторизации, части и соединения которой имеют на вооружении большое количество артиллерии и танков и мотопехоту, которая является составной частью бронетанковых войск.
Главное различие между этими родами войск заключается в организации тактических единиц, которая наиболее полно отражается на уровне батальон — полк. Мотопехотные (мотострелковые) батальоны и полки имеют в своём подчинении тяжёлое вооружение. Тогда как пехотные (стрелковые) его не имеют и запрашивают поддержку сверху у командования бригады или дивизии. Благодаря этому мотопехотные (мотострелковые) тактические единицы обладают большей самостоятельностью, а пехотные (стрелковые) обладают большей гибкостью как в обороне, так и наступлении, благодаря тому, что могут при том же количестве тяжёлых огневых средств и техники в бригаде или дивизии, концентрировать их на самом ответственном участке обороны или наступления. Современные методы ведения боевых действий приводят к тому, что мотопехота (мотострелки) всё больше и больше выдавливают собой пехоту (стрелков) с поля боя. В некоторых странах, от пехотных (стрелковых) соединений отказались полностью, делая упор на мотопехотные (мотострелковые). Например в СССР (России). В других странах, например США и Турции пехота как род войск сохраняется.

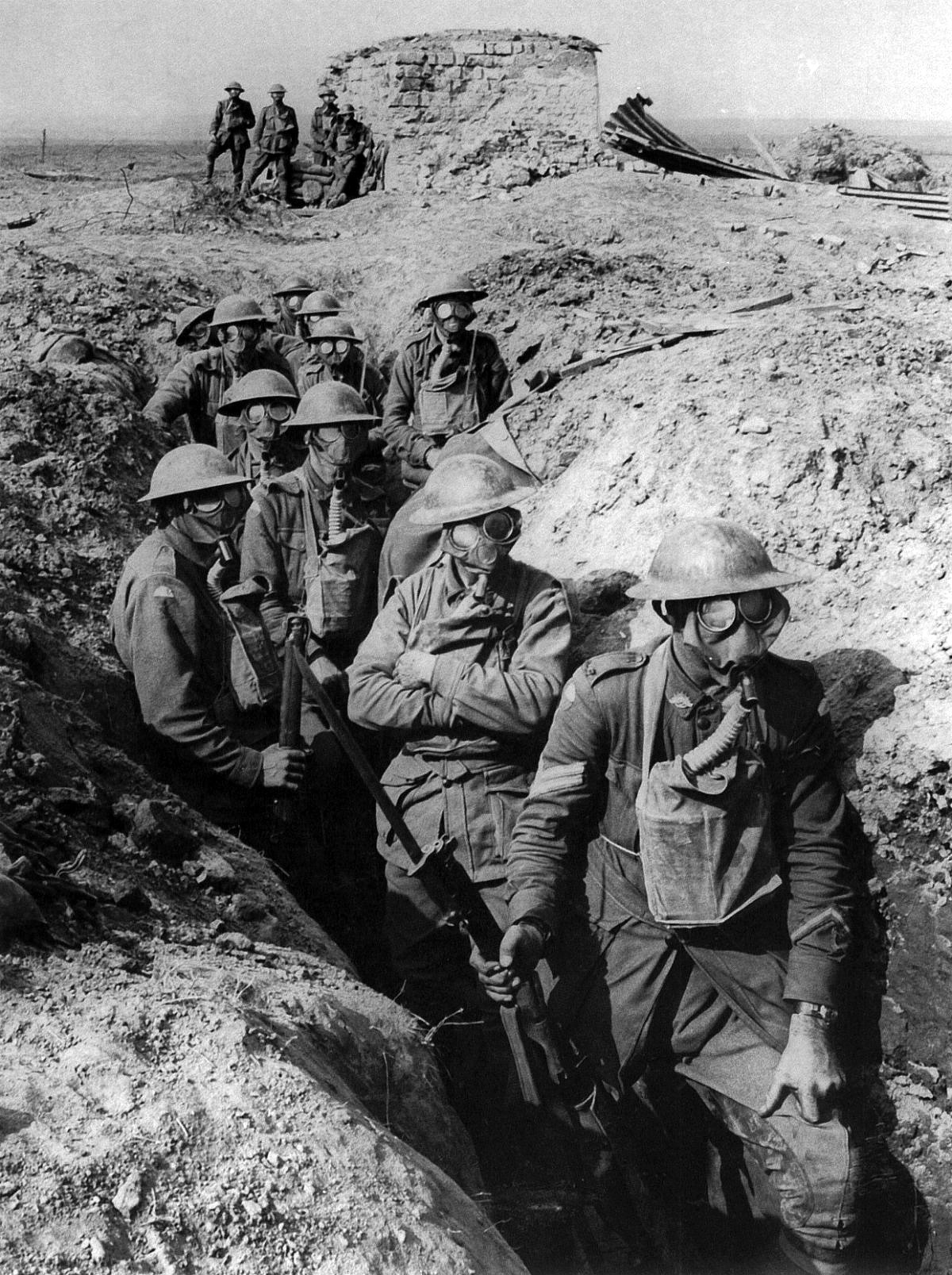
Австралийские пехотинцы в противогазах возле г. Зоннебеке.
Бельгия, 27 сентября 1917 года.

Пехотное подразделение РККА на марше. 1920 год.

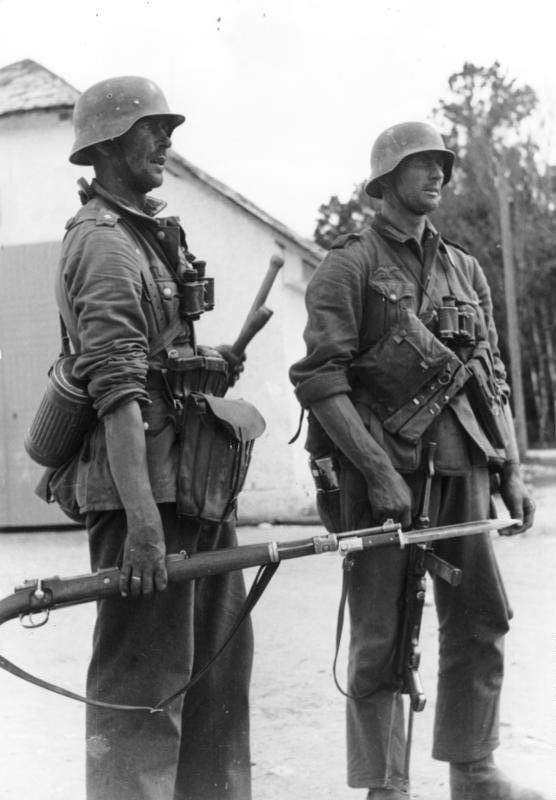
Немецкие пехотинцы, 21 июня 1941 года.

### Терминология
В ряде государств именуется как «инфантерия». Инфантерия (устаревшее итальянское infanteria, от infante — «юноша, пехотинец»), название пехоты в вооружённых силах ряда зарубежных государств. В России в XVIII — начале XX веков термин «инфантерия» употреблялся в официальных документах наравне с термином «пехота».

#### Стрелковые войска
Во многих источниках[каких?] часто встречается ошибочное утверждение о том, что стрелковыми войсками именовалась пехота в РККА, как род войск.

Согласно БСЭ формулировка «стрелковые войска» — общее название подразделений, частей и соединений пехоты до начала 2-й половины XX века, без конкретизации стран или государств, в которых бытовало это название. Упоминается также, что
…В европейских армиях в XVIII веке наряду с тяжёлой (линейной) пехотой появилась лёгкая пехота, предназначавшаяся для подготовки метким огнём атаки линейной пехоты и действовавшая в рассыпном строю. Лёгкую пехоту составляли подразделения (части), носившие название стрелковых, егерских или вольтижёрских. Они имели на вооружении более совершенные ружья (штуцеры, винтовки) и облегчённое снаряжение. Во 2-й половине XIX века различия между лёгкой и тяжёлой (линейной) пехотой сгладились, но некоторые подразделения (части, соединения) по традиции назывались стрелковыми (егерскими). В русской армии в XIX — начала XX века существовали стрелковые полки и бригады (во время 1-й мировой войны 1914—18 и дивизии), стрелковыми назывались также Сибирские, Туркестанские и Финляндские полки (бригады и дивизии). В Советских Вооружённых Силах подразделения (части, соединения), состоявшие из пехоты, с 1918 стали называться стрелковыми, а с 1957 — мотострелковыми войсками…Ст. «Стрелковые войска» — БСЭ.
В Вооружённых Силах СССР, с октября 1918 года по приказу РВСР № 61 от 11 октября 1918 года все пехотные соединения, части и подразделения переименовывались в «стрелковые». Однако переименованию подверглись только формирования, составлявшие род войск, но не сам род войск.
Первое подтверждение этому относится к публикации книги «Боевой устав пехоты РККА» (БУП-27), выпущенной по Приказу Революционного Военного Совета СССР № 182 от 2 апреля 1927 года, в оглавлении которой даётся следующая формулировка:
…Пехота, являясь самым многочисленным родом войск, выполняет наиболее тяжкую и ответственную боевую работу…— Боевой устав пехоты РККА 1927 года
Соответственно, профильные училища, готовящие офицеров в пехоту, именовались пехотными. Например, Рязанская пехотная школа, созданная в 1918 году и позже переименованная в Рязанское пехотное училище, и их выпускники направлялись в стрелковые войска.

№ П10. Доклад Наркома обороны Союза ССР и Начальника генштаба РККА в ЦК ВКП(б) — И. В. Сталину О плане развития и реорганизации …
… I. План развития и реорганизации сухопутных сил РККА
А. Стрелковые войска
а) Состав стрелковых войск мирного времени к 1.1.1938 года.
Стрелковые войска в мирное время (к 1.1.1938 г.) состоят из 96 стрелковых дивизий, в том числе:
Кадровых и смешанных дивизий 52
 … Врид. начальника 4 отдела Генерального штаба РККА, комбриг (Красильников)— 

ЦАМО России. Ф. 16. Оп.2154. Д.4. Лл.33-34.
В Высшем руководящем составе РККА назначалось должностное лицо, отвечавшее за состояние пехоты. До 1940 года эта должность именовалась «Начальник Управления Пехоты». Управление пехоты находилось в структуре Центрального аппарата НКО СССР.
После 1940 года должность именовалась как «Генерал-инспектор Пехоты Красной Армии».
В ходе Великой Отечественной войны указанная должность подверглась переименованию в «Главный инспектор Пехоты Красной Армии» с расширением обязанностей и прав. Официально данная должность учреждена Приказом Народного комиссара обороны СССР Маршала Советского Союза И. Сталина № 270/0381 от 25 ноября 1944 года.

## Подчинённость пехотных формирований
В настоящее время в вооружённых силах многих государств пехота (моторизованная пехота, механизированная пехота, мотострелковые войска) не входит в Рода войск центрального подчинения. То есть, в отличие от других родов войск, не имеет собственного централизованного командования и управления по роду войск в Министерстве Обороны.

В отличие от формирований ВДВ, войск ПВО, инженерных войск, войск связи, РВСН, ВВС, войск РХБЗ и т. д. — пехотные формирования находятся в подчинении региональных командований и объединений (штаб военного округа, штаб армии и т. д.).

В организационном порядке пехотные части входят в состав Сухопутных войск (СВ), структура которых официально закреплена в вооружённых силах практически всех государств. СВ подчиняются Командующему Сухопутными войсками. В таком же положении во многих государствах находятся танковые войска и артиллерийские войска, входящие в состав СВ. Соответственно пехотные части ВДВ и флота подчинены командованию ВДВ и ВМФ.

## Тактика действий пехоты

### Тактика наступления стрелковых войск РККА
… Почти всегда упорная в обороне, искусная в ночных и лесных боях, обученная коварным приёмам борьбы, очень умелая в отношении использования местности, маскировки и постройки полевых укреплений, неприхотлива …— О пехоте РККА, проект доклада командующего 2-й танковой армией вермахта генерал-полковника Гудериана с «краткой оценкой русских вооруженных сил».
В начале Великой Отечественной войны стрелковые войска РККА применяла тактику массированной атаки всеми силами и средствами. Атаку предварял артиллерийский обстрел позиций противника. Стрелковые войска атаковали с окончанием артподготовки и одновременно с переносом огня артиллерии вглубь обороны противника. Пехотинцы, ведя огонь изо всех видов личного оружия, броском всех сил сближались с противником на минимальное расстояние, забрасывали окопы противника гранатами и переходили в рукопашную схватку. Совместное действие стрелковых и бронетанковых войск повышало эффективность и быстроту атаки. Переход от массированных пехотных атак к комбинированному использованию тяжёлой техники и подразделений пехоты, к концу войны, ознаменовал собой начало развития советской доктрины общевойскового боя. Ключевым в этой тактике наступления была быстрота и натиск. В ряде случаев обороняющиеся, чтобы не быть уничтоженными в тесном пространстве окопов, контратаковали. Сходную тактику применяли войска вермахта.

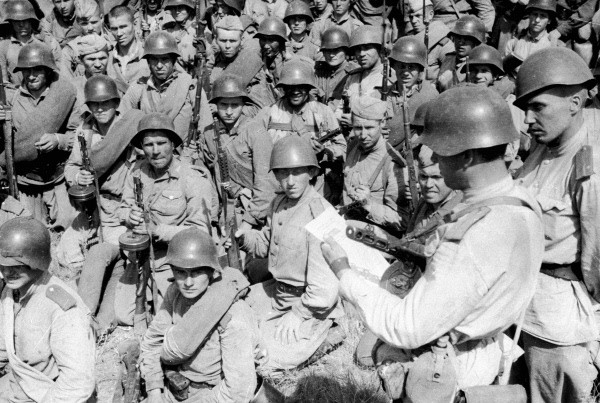
Пехотные войска РККА, «Перед началом наступления», Солдаты читают боевой листок перед началом наступления, 3 сентября 1943 года.

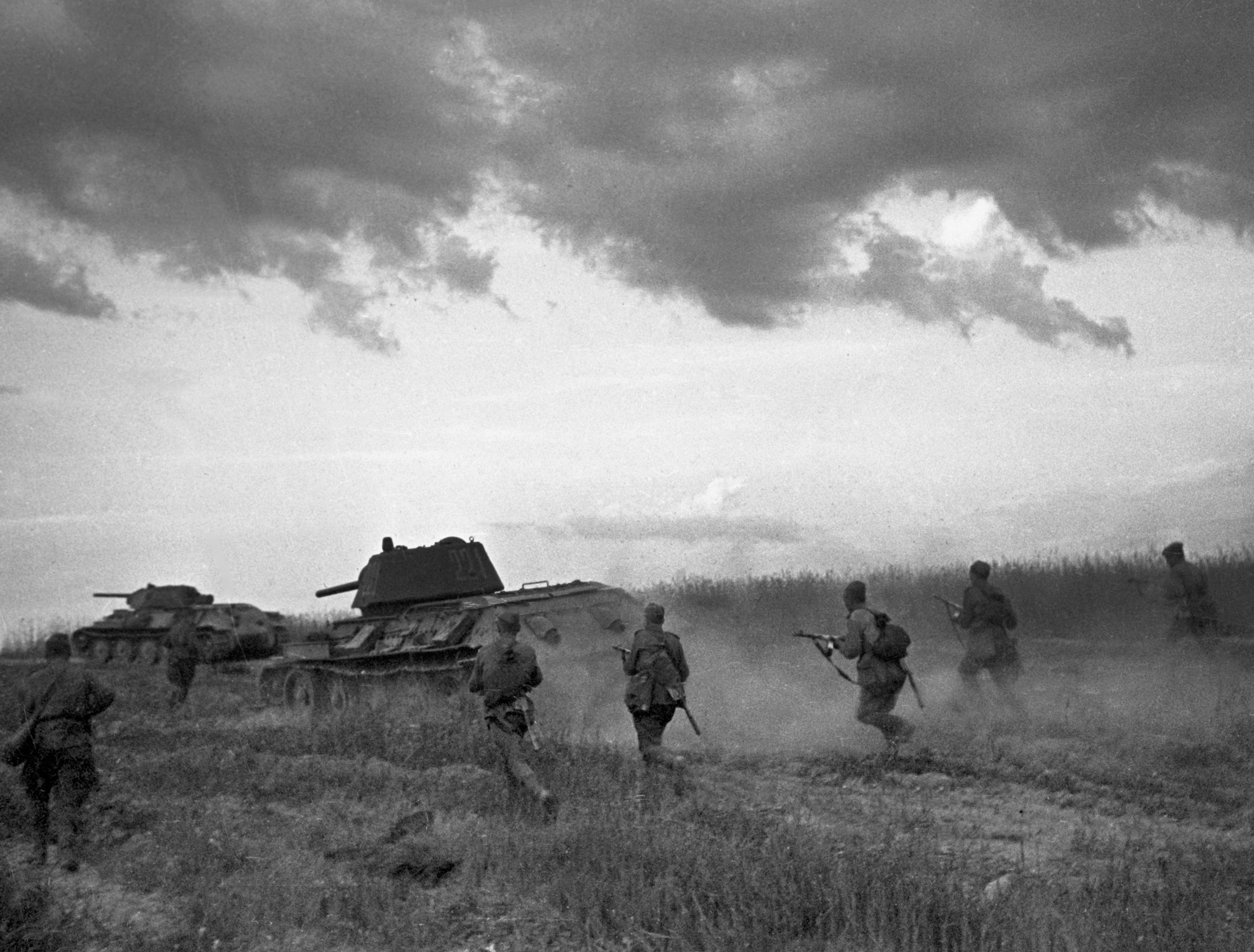
Пехота Красной Армии идёт в наступление за танками в районе города Брянск, Великая Отечественная война, 1942 год.

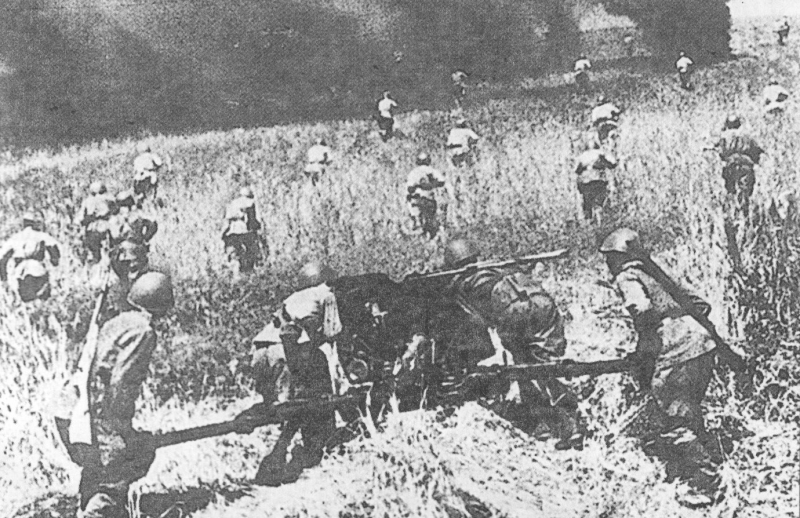
Атакует советская пехота

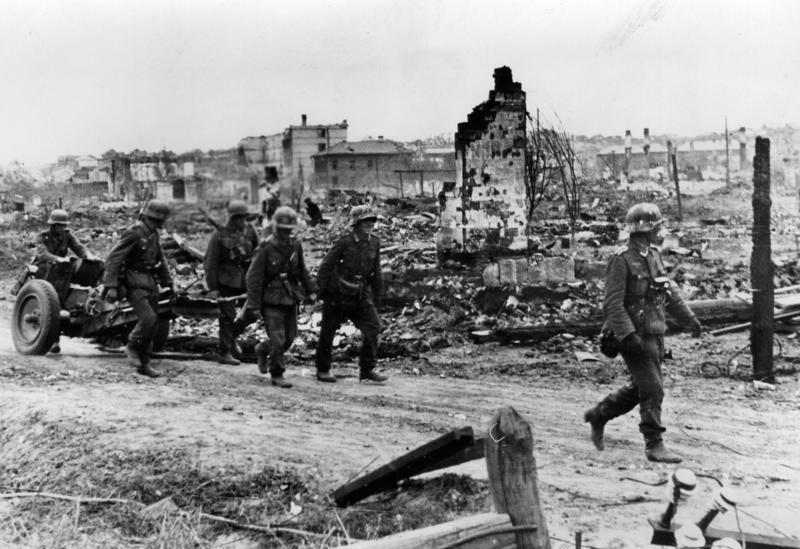
Пехота Вермахта в Сталинграде
12 октября 1942 года

Для встречного боя и удара по инженерно неподготовленным позициям применялись иные тактические схемы.

### Транспорт пехоты
В начальный период войны мобильность советской пехоты была ограничена из-за недостатка в частях транспортных средств. Из-за нехватки грузовиков и гужевого транспорта советские пехотинцы были вынуждены в походе переносить тяжелое вооружение на себе, в том числе станковый пулемет «Максим», весивший 60 кг (40 кг станок + 20 кг пулемет), противотанковые ружья, минометы и мины к ним. Для переноски боеприпасов часто использовалось местное население. Ситуация улучшилась благодаря поставке американских грузовиков по ленд-лизу. Так к середине 1943 года США поставили в СССР около 180 тыс. тяжелых грузовиков (Додж и Студебеккер) и джипов. К концу 1944 года это количество достигло 430 тыс. Мощные американские грузовики испольовались не только для перевозки пехоты и боеприпасов, но и для буксировки артиллерийских орудий, что значительно повышало мобильность пехоты и полевой артиллерии.

## Разновидности
- Ездящая пехота
- Стрельцы
- Копейщики
- Пикинёры
- Пищальники
- Фузилёры
- Мушкетёры
- Гайдуки
- Гверильясы
- Сердюки
- Драгуны
- Гренадеры
- Вольтижёры
- Казаки
  - Пластуны

## Современные разновидности
- Мотострелковые войска. Основное средство доставки личного состава — авто- и бронетехника. В армии США именуется моторизованной пехотой (мотопехотой). В некоторых европейских армиях по-прежнему называются драгунами.
- Морская пехота. Основное средство доставки к месту ведения военных действий — морской или речной транспорт, с последующим десантированием на берег.
- Воздушная пехота (Воздушно-десантные войска). Основное средство доставки к месту ведения военных действий — военно-транспортной авиации, с последующим парашютным десантированием либо высадкой после посадки (последний вариант особенно часто используется при вертолётном десантировании).
- Горная пехота (Горнострелковые войска). Основное средство доставки к зоны ведения военных действий — частичная доставка на авто- и бронетехнике или высадка с вертолётов, а также пеший марш.

#### Современная терминология
С 1957 года в ВС СССР (а также в ВС РФ) пехота именуется мотострелковыми войсками.
Первое официальное упоминание в несекретном делопроизводстве, о мотострелковых войсках как о роде войск, относится к Приказу Министра обороны СССР Маршала Советского Союза Р. Я. Малиновского № 70 от 29 марта 1958 года (Глава V. Знаки различия. Положение № 82).
В армиях иных государств на современном этапе используется чаще термин Механизированная пехота, чем Моторизованная пехота:
- бел. матарызаваная пяхота
- укр. механізована піхота
- каз. механикаландырылған әскер
- англ. мechanized infantry,
- фр. Infanterie mécanisée,
- исп. Infantería mecanizada,
- тур. mekanize piyade,
- нем. mechanisierte Infanterie
- словац. Motostrelecké vojsko
- итал. Fanteria meccanizzata
- нидерл. Gemechaniseerde infanterie

## Царица полей
Пехота имеет полуофициальное прозвище «Царица полей» (говорят: «Пехота — царица полей»). Это прозвище дано пехоте в соответствии с актуальным даже сейчас (в XXI веке) военным принципом, что «исход войны решает пехота», «сражения выигрывает пехота». В соответствии с этим принципом, местность, даже сколь угодно сильно обработанная огнём артиллерии, огнём и бомбардировками авиации, ракетным оружием, химическим и бактериологическим оружием, прочими видами тяжёлого оружия, даже занятая танками (?), считается не захваченной, пока не будет занята своей пехотой.
См. также: «За царицу полей — пехоту!» — исторический тост, произнесённый И. В. Сталиным 5 мая 1941 года на банкете в Кремле в честь выпускников военных академий.